# Paulo César Motta
Pour les articles homonymes, voir Motta.
Paulo César Motta Donis, né le 29 mars 1982 à Guatemala City au Guatemala, est un footballeur international guatémaltèque, qui joue en tant que gardien de but. 
Il compte 33 sélections en équipe nationale depuis 2003. Il joue actuellement pour le club guatémaltèque du CSD Municipal.

## Biographie

### Sélection
Paulo César Motta est convoqué pour la première fois par le sélectionneur national Víctor Aguado pour un match amical face à l'Équateur le 21 août 2003 (défaite 2-0).
Il dispute quatre Gold Cup (en 2003, 2005, 2007 et 2011). Il participe également à quatre Coupes UNCAF (en 2005, 2007, 2013 et 2014).
Il compte 33 sélections et zéro but avec l'équipe du Guatemala depuis 2003.

## Palmarès
- Avec le CSD Municipal :
  - Champion du Guatemala en A. 2004, C. 2005, A. 2005, C. 2006, A. 2006 et C. 2008

- Avec le CD Jalapa :
  - Champion du Guatemala en C. 2009